# Ahmed Kathrada
Ahmed Mohamed Kathrada, també conegut pel sobrenom de «Kathy», (Schweizer-Reneke, Transvaal, 21 d'agost de 1929 - Johannesburg, 28 de març de 2017) fou un polític sud-africà. Anteriorment havia estat un activista anti-apartheid i pres polític.
Les activitats de Kathrada contra la política apartheid del govern amb el Congrés Nacional Africà el van portar a ser jutjat durant el Judici de Rivonia i condemnat a presó durant molts anys. Va complir pena a la presó de Robben Island, primer, i a la de Pollsmoor, després. Quan va ser alliberat, el 1990, va ser elegit com a membre del Parlament com a representant de l'ANC, el 1994.

## Biografia

### Joventut
Kathrada va néixer en el petit poble de Schweizer-Reneke, a la part occidental del Transvaal. Era el quart de sis fills d'una família Gujarati; els seus pares, immigrants provinents de Surat (Índia), formaven part de la important comunitat índia musulmana de Sud-àfrica.
A causa de les polítiques de l'època, no va poder ser admès ni a les escoles per europeus ni a les escoles per africans de la zona, motiu pel qual va haver de marxar a Johannesburg per poder estudiar. Un cop allí, es va veure influenciat pels líders del Congrés Indi del Transvaal, com ara el Doctor Yusuf Dadoo, IC Meer, Moulvi o Yusuf Cachalia, així com JN Singh. Per aquest motiu, es va convertir en un activista polític, i a la tendra edat de 12 anys es va unir a la Lliga Juvenil del Partit Comunista de Sud-àfrica. Va prendre part en diverses activitats, com ara l'entrega de pamflets i d'altres tasques voluntàries durant la campanya de resistència passiva contra la Llei Pegging de 1941. Durant la Segona Guerra Mundial es va involucrar en la campanya anti-guerra desenvolupada pel Front Unit dels No Europeus.
El seu graduat el va obtenir al centre Johannesburg Indian High.

### Activista polític
Amb 17 anys, Kathrada va deixar els estudis per treballar a jornada completa pel Consell de Resistència Passiva del Transvaal, que tenia com a objectiu lluitar contra la Llei de Tinença de la Terra per part dels Asiàtics i Representació dels Indis ("Asiatic Land Tenure and Indian Representation Act", en anglès), més coneguda com a Llei Gueto ("Ghetto Act"), que limitava la representació política dels indis, a més a més de definir les àrees on aquests podien viure, comerciar o posseir terres.
Ahmed va ser un dels 2.000 voluntaris empresonats com a resultat de la campanya contra la Ghetto Act, passant un mes a la presó de Durban. Aquesta va ser la seva primera sentència de presó per desobediència civil. Segons es va informar, Kathrada va mentir en la seva edat per no ser jutjat com un menor i poder anar a una presó per adults. Més tard va ser elegit com a secretari general del Congrés Juvenil Indi del Transvaal.
Mentre Kathrada estudiava a la Universitat de Witwatersrand, va ser enviat com a delegat del Congrés Jove Indi al 3r Festival Mundial de la Joventut i els Estudiants de 1951 celebrat a Berlín. Va ser elegit com a líder de la delegació multiracial sud-africana. Posteriorment es va quedar a Europa per assistir també al Congrés de la Unió Internacional d'Estudiants celebrat a Varsòvia, i finalment també va visitar Budapest, on va treballar a la seu de la Federació Mundial de la Joventut Democràtica durant nou mesos.
Com a resultat de la cooperació entre els congressos Africà i Indi durant la dècada de 1950, Kathrada va entrar en estret contacte amb alguns dels líders del Congrés Nacional Africà com Nelson Mandela o Walter Sisulu; ell va ser un dels 156 acusats en el Judici per Traïció, que va durar entre 1956 i 1961. En qualsevol cas, finalment tots els acusats van ser declarats no culpables.
Després que l'ANC i d'altres organitzacions anti-apartheid fossin prohibides el 1960, Kathrada va continuar amb les seves activitats polítiques tot i la pressió, en forma de detencions i arrestos domiciliaris, que protagonitzava l'estat contra ell. Per tal de tenir llibertat per seguir amb la lluita política, Kathrada va passar a la clandestinitat a principis del 1963.

### Arrest i empresonament
L'11 de juliol de 1963, Ahmed Kathrada va ser arrestat a la base central a Sud-àfrica del grup Umkhonto We Sizwe ("La llança de la nació"), que era el braç militar de l'ANC, a Liliesleaf Farm, Rivonia, prop de Johannesburg. Tot i que Kathrada no era membre de l'Umkhonto we Sizwe, es va convertir en un dels acusats en el famós Judici de Rivonia, que va començar l'octubre d'aquell any. Va ser acusat de sabotatge i intent de canviar el govern mitjançant activitats violentes.
El judici va acabar el juny de 1964; Kathrada va ser sentenciat a cadena perpètua juntament amb Nelson Mandela, Walter Sisulu, Govan Mbeki, Andrew Mlangeni, Billy Nair, Elias Motsoaledi, Raymond Mhlaba i Denis Goldberg.
Durant els següents 18 anys, Kathrada va restar confinat a la Presó de Màxima Seguretat de Robben Island juntament amb els seus companys jutjats durant el Judici de Rivonia. L'octubre de 1982 va ser traslladat, no obstant això, a la Presó de Màxima Seguretat de Pollsmoor, prop de Ciutat del Cap, juntament amb Mandela, Sisulu, Mhlaba i Mlangeni, que hi havien estat enviats tres mesos abans.
Mentre complia la sentència a les dues presons, Kathrada es va graduar en Història, Criminologia i Bibliografia, a més a més de graduar-se en Història i Política Africana per la Universitat de Sud-àfrica. Les autoritats penitenciàries van rebutjar permetre-li a ell i als altres presos cursar estudis de postgrau.
El 15 d'octubre de 1989 Ahmed Kathrada, juntament amb Jeff Masemola, Raymond Mhlaba, Billy Nair, Wilton Mkwayi, Andrew Mlangeni, Elias Motsoaledi, Oscar Mpetha, i Walter Sisulu, va ser alliberat a la Presó de Johannesburg.

### Era post-apartheid
Després de la legalització de l'ANC el febrer del 1990, Kathrada va convertir-se en un dels líders conjuntament dels comitès de l'ANC i del Partit Comunista de Sud-àfrica (SACP). Va abandonar el SACP, tot i així, quan va ser elegit membre del Comitè Executiu Nacional de l'ANC el juliol de 1991. Aquell mateix any va ser nomenat cap de relacions públiques de l'ANC i company del Cnetre Mayibuye de la Universitat del Cap Occidental.
Kathrada va realitzar el Hajj a La Meca el 1992.
En les primeres eleccions democràtiques realitzades a Sud-àfrica, el 1994, Kathrada va ser elegit membre del parlament en representació de l'ANC; el setembre de 1994 va ser nomenat conseller polític del President de Sud-àfrica, Nelson Mandela, en el recent creat càrrec de Conseller Parlamentari. El juny de 1999 va deixar tots els càrrecs polítics.
El 1994 i el 1995 Kathrada va ser elegit president del Consell de Robben Island, mantenint el càrrec quan aquest va canviar a Consell del Museu de Robben Island. El 27 d'octubre de 2013, a l'illa, va llançar una campanya internacional per l'alliberament de Marwan Barghouthi i de tots els presos palestins.
La parella de Kathrada és Barbara Hogan, Ministre d'Empreses Públiques.

## Honors i distincions
A més a més de rebre la Medalla Isitwalandwe (la màxima distinció atorgada per l'ANC) quan encara estava a la presó, Kathrada també ha estat guardonat amb quatre Doctorats Honoraris, inclosos els de la Universitat de Missouri, de la Universitat Estatal de Michigan, i de la Universitat de Kentucky.
Kathrada va ser escollit com el 46è sud-africà més rellevant segons el públic del programa Top 100 Great South Africans del 2004.
Va rebre el premi Pravasi Bharatiya Samman atorgat pel govern de l'Índia el 2005.
També va ser el convidat d'honor del Dia Internacional Nelson Mandela organitzat al Centre Internacional de l'Índia, on va compartir les seves experiències i opinions amb els nens i nenes.